# 引支勒
引支勒（羅馬化：Injil）是福音的阿拉伯語名稱，源于希腊语Εὐαγγέλιον（euangelion）或语awongaleeyoon。伊斯兰教认为《引支勒》是真主賜予人间的四大天启经典之一，由爾撒（耶稣）带来。古兰经中提到此书是“曾降世的天经”。 
《引支勒》可與基督教中的《福音書》或《新約聖經》對應，但多數穆斯林並不將這些基督教正典視為伊斯蘭教的經典；其中有人认为基督教的《四福音书》不能與伊斯蘭教的《引支勒》完全等同，或認為先前經典之地位已由《古蘭經》取代。亦有穆斯林持相反态度，认为《四福音书》就是《古兰经》所指的《引支勒》，且仍為伊斯蘭教的經典。大中華地區另有「回宣」傳教人士將基督教《新約聖經》改編成回族經堂語版本，並以「引支勒」為名出版，供回民閱讀及基督教宣教所用。 

## 古兰经的提及
《古兰经》中多次提及《引支勒》，並表示對它的肯定。
你的主的言辞，诚实极了，公平极了。绝没有人能变更他的言辞。他确是全聪的，确是全知的。（6：115）
假若你怀疑我所降示你的经典，你就问问那些常常诵读在你之前所降示的天经的人们。从你的主发出的真理，确已降临你，故你切莫居于怀疑者的行列。（10：94）
真主确已用乐园换取信士们的生命和财产。他们为真主而战斗；他们或杀敌致果，或杀身成仁。那是真实的应许，记录在《讨拉特》、《引支勒》和《古兰经》中。谁比真主更能践约呢？你们要为自己所缔结的契约而高兴。那正是伟大的成功。（9：111）
他们顺从使者——不识字的先知，他们在自己所有的《讨拉特》和《引支勒》中发现关于他的记载。他命令他们行善，禁止他们作恶，准许他们吃佳美的食物，禁戒他们吃污秽的食物，卸脱他们的重担，解除他们的桎梏，故凡信仰他，尊重他，援助他，而且遵循与他一起降临的光明的人，都是成功者。（7：157）
信奉《引支勒》的人，当依真主在《引支勒》中所降示的律例而判决。凡不依真主所降示的经典而判决的人，都是犯罪的。（5：47）
穆罕默德是真主的使者，在他左右的人，对外道是庄严的，对教胞是慈祥的。你看他们鞠躬叩头，要求真主的恩惠和喜悦，他们的标记就在他们的脸上，那是叩头的效果。那是他们在《讨拉特》中的譬喻。他们在《引支勒》中的譬喻，是他们像一棵庄稼，发出支条，而他助它长大，而那支条渐渐茁壮，终于固定在苗本上，使农夫欣赏。他将他们造成那样，以便他借他们激怒外道。真主应许他们这等信道而且行善者，将蒙赦宥和重大的报酬。（48：29）

## 聖訓的提及
據聖訓記載，穆罕默德的妻子赫蒂徹的堂兄沃莱格·本·奈法勒是基督徒，且會用希伯來語抄寫基督教經典《引支勒》；穆罕默德初次受啟後心神不安，赫蒂徹便想到帶他去向堂兄諮詢。
然後赫蒂徹帶他去見她堂兄沃勒格·本·腦法爾，此人在蒙昧時代已皈信基督教，他會寫希伯來語，他能用希伯來語寫《引支勒》（即《新約》），是一位年邁失明的老人。——布哈里聖訓實錄, 1:1:3

## 观点
穆斯林雖相信《引支勒》是來自真主的天啟，但多數不將基督教的福音書視為伊斯蘭教的經典。其中不少人认为，基督教的《四福音书》或《新約聖經》不能與伊斯蘭信仰中的《引支勒》完全等同；並認為《引支勒》原典可能已佚或從未有記錄成文，《四福音書》並非真主的聖言，而只是早期基督徒對耶穌生平事蹟的講述。亦有穆斯林认为《討拉特》及《引支勒》虽未失散或失真，但先前降示的经典已悉數由《古兰经》超越並取代，屬被真主废除的天启。
《古兰经》中的一些经文被部分穆斯林解讀為「有经人曾曲解或篡改天经」。有穆斯林认为，这些经文说明《引支勒》等天经都已失真，故不可作為伊斯蘭信仰的依歸；甚至進一步認為，基督教所使用的《四福音书》即是被篡改的《引支勒》。基督徒对此提出反驳：穆斯林没有历史依據证明《四福音书》曾受改动；事实上，《四福音书》从古至今就是一致的。但不少穆斯林认为，《福音书》存在四種不同版本已經足以對其真確性構成疑問；真確的《引支勒》可能是不成文的或只有單一版本。
總而言之，穆斯林歷來普遍認為《四福音书》在伊斯蘭信仰中沒有值得重視的地位；《引支勒》已经被《古兰经》取代，或被真主废止。
而现在，穆斯林逐渐主张和平交流，认为包括《引支勒》在內的先前經典僅是為猶太人及基督徒降示，而不是向穆斯林降示，故不可適用于穆斯林，亦不應將基督教的《四福音書》等視為伊斯蘭教的經典；然而，作為昔日的天经及歷史文獻，《四福音书》對於穆斯林仍然是具有参考价值及研究价值的。
但也有一些穆斯林持不同的观点。他们认为基督教的《四福音书》就是完全的《引支勒》，《引支勒》也未被真主废除，故其仍是伊斯蘭教的經典且適用于穆斯林。
持有這種觀點的穆斯林及宗教學者认为，《古兰经》虽指责有经人「扭曲」经文，但这些「扭曲」應是指曲解經文，而非將經文變更，故不意味着《四福音书》是虚假的。他们用《古兰经》经文和一些学者观点去反驳世俗观点，其中包括伊斯兰早期经评家的观点。

他们引用《古兰经》中一些肯定天经的经文来反驳世俗观点：
你的主的言辞，诚实极了，公平极了。绝没有人能变更他的言辞。他确是全聪的，确是全知的。（6：115）
这节经文说明，没有人能成功更改天经经文。
假若你怀疑我所降示你的经典，你就问问那些常常诵读在你之前所降示的天经的人们。从你的主发出的真理，确已降临你，故你切莫居于怀疑者的行列。（10：94）
这节经文说明，当时的有经人持有真实的天经，真实的天经并未失传。否则《古兰经》怎么会说有“常常诵读在你之前所降示的天经的人们”，并叫我们去询问他们呢？
信奉《引支勒》的人，当依真主在《引支勒》中所降示的律例而判决。凡不依真主所降示的经典而判决的人，都是犯罪的。（5：47）
这节经文说明《引支勒》未失传、未废止；信奉《引支勒》的人，即基督徒，都是持有《引支勒》的，且还必须得遵守着《引支勒》。

他们还详细解《古兰经》2:106中的废除一说。
凡是我所废除的，或使人忘记的启示，我必以更好的或同样的启示代替它。难道你不知道真主对于万事是全能的吗？（2:106）
他们说：“然而，很明白的是这节经文中mansukh（启示）指的是ayah，即个别的古兰经经文，不是kitabs（天经）。在我们研究有关mansukh概念的数百条圣训后，变得非常清楚，这节经文是指古兰经的ayah，不是kitab。”
除此之外，这些人还有许多反驳世俗观点的分析和看法。

### 阿巴斯
经注家阿卜杜拉·伊本·阿巴斯，是穆罕默德的堂兄弟，也是索哈白（圣门弟子）之一。
伊本·阿巴斯认为：“篡改（Tahrif）这个词是指改变一个东西的实质；但是没有任何人能够改变下降自真主的一个字母。所以耶胡德人和基督徒能改变的只是误传真主的话语和意思。
在另一本书中，伊本·阿巴斯重申了这一看法：
“他们改变了真主的话”是指“他们改变了真主话语的意思。”
另一位经评家伊本·卡提尔引用了阿卜杜拉·伊本·阿巴斯的观点：
“安拉的经典仍旧保存完好，它们不会被改变。”

### 拉奇
在解释黄牛章2：75节的“篡改”时，拉奇说，如果真主的话语像《古兰经》一样向一大群人启示的话，那么对经文词语的篡改（التَّحْرِيف اللَفْظي，al-tahrif al-lafzi）是不可能的（也就是说，这里的“篡改”另有其意）。而《引支勒》正是如此，它是从一开始就是启示给一大群人的。拉奇还说：《古兰经》中没有任何的内容表明他们换掉了某个词（tilka al-lafzah）。

### 塔巴里
著名的评论家阿里·塔巴里相信以色列人和基督徒仍旧拥有真主赐予他们的经文。
塔巴里认为：“……第一本降世的经书是在信奉天经人手中的《讨拉特》......基督徒手中的《引支勒》……”塔巴里还说他理解不了这些有关天经的经文的真正含义。

### 泰米叶
伊本·泰米叶这样说道：
这些人（穆斯林）中，有些人断言说（za'ama），现在的《讨拉特》和《引支勒》都是虚假的（batil），不是真主的话语。有些人说虚假的地方并不多。也有人说：“没有人篡改经文。只是他们（以色列人和基督徒）通过错误的解释篡改了经文的含义。”但真正正确的应该是第三种：确实有到先知时期一直未变的真正版本，也有被篡改的的版本。说这些版本里没有任何被篡改，是否认了不可否认的事实。而说在先知以后，所有的版本都被篡改，却是明显的错误。《古兰经》要求他们用安拉在《讨拉特》和《引支勒》里头启示的真理来判决。安拉说这两大经典里有智慧（hikmah）。《古兰经》里根本没有说他们改变了所有的版本。

## 与巴拿巴福音的关系
《巴拿巴福音》据说是新约圣经中门徒巴拿巴所著作，描述有关耶穌一生的书卷。巴拿巴福音內文长度约相当于新约中四福音的总和，內容大部分是描述耶稣的传道，其中许多內容也可在新约中找到。但其中一些重要的部分，却符合伊斯兰教对基督耶稣的见解，而与新约中教导的基督教教义产生分歧。因此书见解贴近伊斯兰教的看法，故在伊斯兰教圈內被广为流传。有穆斯林认为这是最接近《引支勒》的福音书。

## 外部連結
- 天經 - 引支勒 （页面存档备份，存于）